# Popeni (gmina Găgești)
Popeni – wieś w Rumunii, w okręgu Vaslui, w gminie Găgești. W 2011 roku liczyła 41 mieszkańców.